# Список вимерлих земноводних
Це список земноводних, що вимерли в історичний час, приблизно, після 1500 року. Всього у списку понад 30 вимерлих видів та 2 види, що вимерли у дикому стані. Також 112 видів, що можливо вимерли.

## Хвостаті

### Вимерлі види
| Українська назва                                | Латинська назва      | Автор таксона     | Історичне поширення               | Час вимирання | Причина вимирання          | Зображення |
| Ряд: Хвостаті (Caudata)                         |                      |                   |                                   |               |                            |            |
| Родина: Саламандрові (Salamandridae)            |                      |                   |                                   |               |                            |            |
| Тритон Волтерсторфа                             | Cynops wolterstorffi | (Boulenger, 1905) | провінція Юньнань (південь Китаю) | 1979 рік      | втрата середовищ існування |            |
| Родина: Безлегеневі саламандри (Plethodontidae) |                      |                   |                                   |               |                            |            |
|                                                 | Plethodon ainsworthi | Lazell, 1998      | штат Міссісіпі (США)              | 1964 рік      |                            |            |

### Можливо вимерлі види
- Родина Безлегеневі саламандри (Plethodontidae)
  - Aquiloeurycea praecellens (Мексика)
  - Bradytriton silus (Мексика, Гватемала)
  - Chiropterotriton magnipes (Мексика)
  - Isthmura naucampatepetl (Мексика)
  - Oedipina paucidentata (Коста-Рика)
  - Pseudoeurycea ahuitzotl (Мексика)
  - Pseudoeurycea anitae (Мексика)
  - Pseudoeurycea aquatica (Мексика)
  - Pseudoeurycea tlahcuiloh (Мексика)
  - Pseudoeurycea unguidentis (Мексика)
  - Thorius infernalis (Мексика)
  - Thorius munificus (Мексика)

## Безхвості

### Вимерлі види
| Українська назва                            | Латинська назва               | Автор таксона                               | Історичне поширення | Час вимирання | Причина вимирання                   | Зображення |
| Ряд: Безхвості (Anura)                      |                               |                                             |                     |               |                                     |            |
| Родина: Ропухові (Bufonidae)                |                               |                                             |                     |               |                                     |            |
| Арлекін довгомордий                         | Atelopus longirostris         | Cope, 1868                                  | Еквадор             | 1989 рік      |                                     |            |
|                                             | Atelopus vogli                | Müller, 1934                                | Венесуела           | 1933 рік      | Втрата середовища проживання        |            |
| Ропуха помаранчева                          | Incilius periglenes           | (Savage, 1966)                              | Коста-Рика          | 1989 рік      |                                     |            |
| Родина: Craugastoridae                      |                               |                                             |                     |               |                                     |            |
|                                             | Craugastor chrysozetetes      | (McCranie, Savage, and Wilson, 1989)        | Гондурас            | 2004 рік      | Втрата середовища проживання        |            |
|                                             | Craugastor escoces            | (Savage, 1975)                              | Коста-Рика          | 2004 рік      | Втрата середовища проживання        |            |
| Родина: Dicroglossidae                      |                               |                                             |                     |               |                                     |            |
|                                             | Nannophrys guentheri          | Boulenger, 1882                             | Шрі-Ланка           | 1882 рік      |                                     |            |
| Родина: Райкові (Hylidae)                   |                               |                                             |                     |               |                                     |            |
|                                             | Phrynomedusa fimbriata        | Miranda-Ribeiro, 1923                       | Бразилія            | 1898 рік      |                                     |            |
| Родина: Веслоногі (Rhacophoridae)           |                               |                                             |                     |               |                                     |            |
|                                             | Pseudophilautus adspersus     | (Günther, 1872)                             | Шрі-Ланка           |               |                                     |            |
|                                             | Pseudophilautus dimbullae     | (Shreve, 1940)                              | Шрі-Ланка           |               |                                     |            |
|                                             | Pseudophilautus eximius       | (Shreve, 1940)                              | Шрі-Ланка           |               |                                     |            |
|                                             | Pseudophilautus extirpo       | (Manamendra-Arachchi and Pethiyagoda, 2005) | Шрі-Ланка           |               |                                     |            |
|                                             | Pseudophilautus halyi         | (Boulenger, 1904)                           | Шрі-Ланка           |               |                                     |            |
|                                             | Pseudophilautus leucorhinus   | (Lichtenstein & Martens, 1856)              | Шрі-Ланка           |               |                                     |            |
|                                             | Pseudophilautus maia          | (Meegaskumbara et al., 2007)                | Шрі-Ланка           |               |                                     |            |
|                                             | Pseudophilautus malcolmsmithi | (Ahl, 1927)                                 | Шрі-Ланка           |               |                                     |            |
|                                             | Pseudophilautus nanus         | (Günther, 1869)                             | Шрі-Ланка           |               |                                     |            |
|                                             | Pseudophilautus nasutus       | (Günther, 1868)                             | Шрі-Ланка           |               |                                     |            |
|                                             | Pseudophilautus oxyrhynchus   | (Günther, 1872)                             | Шрі-Ланка           |               |                                     |            |
|                                             | Pseudophilautus pardus        | (Meegaskumbura et all, 2007)                | Шрі-Ланка           |               |                                     |            |
|                                             | Pseudophilautus rugatus       | (Ahl, 1927)                                 | Шрі-Ланка           |               |                                     |            |
|                                             | Pseudophilautus temporalis    | (Günther, 1864)                             | Шрі-Ланка           |               |                                     |            |
|                                             | Pseudophilautus variabilis    | (Günther, 1858)                             | Шрі-Ланка           |               |                                     |            |
|                                             | Pseudophilautus zal           | (Manamendra-Arachchi and Pethiyagoda, 2005) | Шрі-Ланка           |               |                                     |            |
|                                             | Pseudophilautus zimmeri       | (Ahl, 1927)                                 | Шрі-Ланка           |               |                                     |            |
| Родина: Австралійські жаби (Myobatrachidae) |                               |                                             |                     |               |                                     |            |
| Шлунко-виводкова жаба південна              | Rheobatrachus silus           | Liem, 1973                                  | Східна Австралія    | 1984 рік      |                                     |            |
| Шлунко-виводкова жаба північна              | Rheobatrachus vitellinus      | Mahony, Tyler & Davies, 1984                | Східна Австралія    | 1984 рік      |                                     |            |
|                                             | Taudactylus diurnus           | Straughan & Lee, 1966                       | Східна Австралія    | 1979 рік      | завезення свиней, грибкові інфекції |            |

### Вимерли у дикій природі
| Українська назва             | Латинська назва            | Автор таксона                            | Історичне поширення      | Час вимирання | Причина вимирання | Зображення |
| Ряд: Безхвості (Anura)       |                            |                                          |                          |               |                   |            |
| Родина: Ропухові (Bufonidae) |                            |                                          |                          |               |                   |            |
|                              | Anaxyrus baxteri           | (Porter, 1968)                           | Вайомінг (США)           | 1991 рік      |                   |            |
|                              | Nectophrynoides asperginis | (Poynton, Howell, Clarke & Lovett, 1999) | гори Удзунгва (Танзанія) | 2005 рік      | Будівництво ГЕС   |            |

### Можливо вимерлі види
- Родина Ропухові (Bufonidae)
  - Altiphrynoides osgoodi (Ефіопія)
  - Atelopus ardila (Колумбія, Еквадор)
  - Atelopus balios (Еквадор)
  - Atelopus carbonerensis (Венесуела)
  - Atelopus chiriquiensis (Панама)
  - Atelopus chirripoensis (Коста-Рика)
  - Atelopus chrysocorallus (Венесуела)
  - Atelopus eusebiodiazi (Перу)
  - Atelopus famelicus (Колумбія)
  - Atelopus guanujo (Еквадор)
  - Atelopus halihelos (Еквадор)
  - Atelopus lynchi (Еквадор)
  - Atelopus mindoensis (Еквадор)
  - Atelopus muisca (Колумбія)
  - Atelopus nanay (Еквадор)
  - Atelopus onorei (Еквадор)
  - Atelopus oxyrhynchus (Венесуела)
  - Atelopus pachydermus (Перу, Еквадор)
  - Atelopus pastuso (Перу, Еквадор)
  - Atelopus peruensis (Перу)
  - Atelopus petersi (Еквадор)
  - Atelopus pinangoi (Венесуела)
  - Atelopus planispina (Еквадор)
  - Atelopus podocarpus (Перу, Еквадор)
  - Atelopus sernai (Колумбія)
  - Atelopus simulatus (Колумбія)
  - Atelopus sorianoi (Венесуела)
  - Incilius fastidiosus (Коста-Рика, Панама)
  - Melanophryniscus peritus (Бразилія)
  - Nectophrynoides poyntoni (Танзанія)
  - Peltophryne fluviatica (Домініканська Республіка)
  - Rhaebo colomai (Колумбія, Еквадор)
  - Rhinella rostrata (Колумбія)
  - Vandijkophrynus amatolicus (ПАР)
- Родина Дереволазові (Dendrobatidae)
  - Andinobates abditus (Еквадор)
  - Colostethus jacobuspetersi (Еквадор)
  - Hyloxalus edwardsi (Колумбія)
  - Hyloxalus ruizi (Колумбія)
- Родина Aromobatidae
  - Aromobates nocturnus (Венесуела)
  - Colostethus dunni (Венесуела)
  - Mannophryne neblina (Венесуела)
- Родина Жаби-верескуни (Arthroleptidae)
  - Arthroleptides dutoiti (Кенія)
  - Arthroleptides kutogundua (Танзанія)
- Родина Райкові (Hylidae)
  - Bokermannohyla izecksohni (Бразилія)
  - Bromeliohyla dendroscarta (Мексика)
  - Charadrahyla altipotens (Мексика)
  - Charadrahyla trux (Мексика)
  - Ecnomiohyla echinata (Мексика)
  - Hyla heinzsteinitzi (Ізраїль)
  - Hyloscirtus chlorosteus (Болівія)
  - Hypsiboas cymbalum (Бразилія)
  - Isthmohyla debilis (Коста-Рика, Панама)
  - Litoria castanea (Австралія)
  - Litoria piperata (Австралія)
  - Plectrohyla calvicollina (Мексика)
  - Plectrohyla celata (Мексика)
  - Plectrohyla cembra (Мексика)
  - Plectrohyla cyanomma (Мексика)
  - Plectrohyla ephemera (Мексика)
  - Plectrohyla hazelae (Мексика)
  - Plectrohyla siopela (Мексика)
  - Plectrohyla thorectes (Мексика)
- Родина Скляні жаби (Centrolenidae)
  - Centrolene heloderma (Колумбія, Еквадор)
- Родина Conrauidae 
  - Conraua derooi (Того, Гана)
- Родина Craugastoridae
  - Craugastor anciano (Гондурас)
  - Craugastor angelicus (Коста-Рика)
  - Craugastor coffeus (Гондурас)
  - Craugastor cruzi (Гондурас)
  - Craugastor emleni (Гондурас)
  - Craugastor fecundus (Гондурас)
  - Craugastor gulosus (Коста-Рика, Панама)
  - Craugastor obesus (Коста-Рика, Панама)
  - Craugastor olanchano (Гондурас)
  - Craugastor omoaensis (Гондурас)
  - Craugastor polymniae (Мексика)
  - Craugastor stadelmani (Гондурас)
  - Craugastor trachydermus (Гватемала)
  - Holoaden bradei (Бразилія)
  - Oreobates zongoensis (Болівія)
  - Pristimantis bernali (Колумбія)
- Родина Листкові жаби (Eleutherodactylidae)
  - Eleutherodactylus eneidae (Пуерто-Рико)
  - Eleutherodactylus glanduliferoides (Гаїті)
  - Eleutherodactylus karlschmidti (Пуерто-Рико)
  - Eleutherodactylus orcutti (Ямайка)
  - Eleutherodactylus schmidti (Гаїті, Домініканська Республіка)
  - Eleutherodactylus semipalmatus (Гаїті)
- Родина Американські райки (Hemiphractidae)
  - Gastrotheca lauzuricae (Болівія)
  - Cryptobatrachus nicefori (Колумбія)
- Родина Жаб'ячі (Ranidae)
  - Lithobates omiltemanus (Мексика)
  - Lithobates pueblae (Мексика)
  - Lithobates tlaloci (Мексика)
- Родина Карликові райки (Microhylidae)
  - Parhoplophryne usambarica (Танзанія)
- Родина Веслоногі (Rhacophoridae)
  - Philautus jacobsoni (о. Ява, Індонезія)
- Родина Odontophrynidae
  - Proceratophrys moratoi (Бразилія)
- Родина Жаби-носороги (Rhinodermatidae)
  - Rhinoderma rufum (Чилі)
- Родина Азійські часничниці (Megophryidae)
  - Scutiger maculatus (Китай)
- Родина Андійські свистуни (Telmatobiidae)
  - Telmatobius cirrhacelis (Еквадор)
  - Telmatobius niger (Еквадор)
  - Telmatobius pefauri (Чилі)
  - Telmatobius vellardi (Еквадор)